# Српска енциклопедија
Српска енциклопедија је назив енциклопедије посвећене културно-историјској баштини српског народа. Српска енциклопедија је капитално дјело чији садржај је везан за културу, историју, религију, обичаје и језик Срба и представља националну енциклопедија Срба.
У званичном закону Републике Србије, Службени гласник Републике Србије број 110/05, Српска енциклопедија је дефинисана као „општа енциклопедија српског народа и његових земаља у прошлости и садашњости“.
У изради Српске енциклопедије заједнички учествују Српска академија наука и умјетности и Матица српска. Уређивачки одбор Српске енциклопедије је сачињен од 24 члана, 124 сарадника, 33 стручне редакције и 511 аутора текстова. У припреми је електронско издање Српске енциклопедије. Издавач Српске енциклопедије је био Завод за уџбенике Београд. Српска енциклопедија је припремана 20 година, а у њеној припреми је учествовао читав нараштај српских интелектуалаца.
| „                                         | Стога, Енциклопедија и јесте дело, које је у стању да српском народу надокнади у културном, научном и историјском смислу, оно што је изгубио у протекла два века. | ” |
| — Чедомир Попов, председник Матице српске | |   |

## Томови
Предвиђено је да Српска енциклопедија садржи десет томова. Први садржи двије књиге, од којих је прва књига првог тома објављена 21. октобра 2010. Док ће остали томови садржати по једну књигу.
Прва књига првог тома садржи 1.929 одредница од „А“ до дијелом „Б“ азбучним редом, на 707 страница. Објављена је у 5.000 примјерака.
Други том који садржи одреднице на слово В изашао је из штампе у септембру 2013. године.
Трећи том је представљен марта 2023. године.
Објављени томови
- Први том: прва књига  садржи одреднице А-Бео, објављена је 2010., друга књига садржи одреднице Беог-Буш, објављена је 2011.
- Други том: садржи одреднице В-Вштечка, објављен је 2013. године.
- Трећи том: прва књига садржи одреднице Г-Демократски преглед објављена је  2018. друга књига садржи одреднице Демократија-Ђуша објављена је 2022.[8][9]

## Историја
Српска енциклопедија је тематски осмишљена и покренута 1990. године као општа национална енциклопедија српског народа. Припреме енциклопедије су кренуле 1991. године, а прије ове енциклопедије српски народ није имао националну енциклопедију. Предлог закона у Скупштини Републике Србије је 1992. скунут са дневног реда због санкција и рата у Југославији. Рад је настављен а идејни концепт Српске енциклопедије је завршен 1995. године. Током деведесетих година двадесетог вијека, најпродуктивнији период израде су обухватиле 1996, 1997. и 1998, година, када је направљен попис од 40.000 појмова. До застоја на изради енциклопедије је дошло 1999. године због НАТО бомбардовања, да би се поново наставио тек 2003. године. У децембру 2005. у Републици Србије је донесен закон о Српској енциклопедији, а Уређивачки одбор је изабран 2006. године. Промоција прве књиге првог тома је одржана у Српској академији наука и умјетности 21. октобра 2010. године.